# Aide médicale urgente

L'étoile de vie, symbole des ambulances et des urgences aux États-Unis notamment. Le Bâton d'Asclépios peut-être absent du symbole utilisé dans d'autres pays.

Pour les articles homonymes, voir AMU.
 (décembre 2018).
Si vous disposez d'ouvrages ou d'articles de référence ou si vous connaissez des sites web de qualité traitant du thème abordé ici, merci de compléter l'article en donnant les références utiles à sa vérifiabilité et en les liant à la section « Notes et références ».
L'aide médicale urgente, désignée aussi par l'acronyme AMU, est le dispositif mis en place par un État pour apporter une aide médicale aux personnes victimes d'un accident ou d'une affection brutale et inattendue. Elle comporte en général un système d'alerte, par lequel la victime ou les témoins peuvent demander cette aide médicale urgente, et des services mobiles d'intervention.
Le principe de base de l'aide médicale urgente est la « chaîne des soins médicaux urgents » : après que l'alerte ou la demande d'aide médicale urgente (DAMU) a été prise en compte, le premier secours aux victimes repose sur la collaboration entre différents intervenants, depuis le témoin, en passant par les secouristes et ambulanciers qui sont dépêchés sur place pour assurer les premiers soins. Ce dispositif constitue donc la phase pré-hospitalière de prise en charge des urgences médicales. Les étapes suivantes sont celles de la santé publique et des soignants qui chacun a son rôle dans cette chaine qui va jusqu'aux services d'urgence spécialisées des hôpitaux.
Dans les pays qui possèdent un système intégré des urgences médicales (SIUM), les patients qui sont pris en charge par les maillons de cette chaîne (les différents intervenants) sont gérés et coordonnés par un service de régulation médicale.

## Historique de l'aide médicale urgente
Les origines du transport pré-hospitalier ne sont pas récentes. En effet, au VIe siècle, l’empereur Mauricius fut le premier à créer un corps de cavaliers chargés du ramassage des blessés et de leur transport chez les barbiers (chirurgiens de l’époque). En France, il faudra attendre 1544 avant qu’une initiative de ce genre soit prise de nouveau en la personne de François Ier qui créa le grand bureau des pauvres chargé d’aller chercher à domicile les malades indigents et trop faibles pour se rendre à l’Hôtel-Dieu de Paris.
Durant la guerre de Corée et la Seconde Guerre mondiale, le service de santé américain sera le premier à se doter de matériel d’urgence, visant au déchoquage sur place des patients en arrêt cardiaque.
L'expression d'« aide médicale urgente » est née en Belgique dans la loi du 8 juillet 1964.

## Niveaux de soins et graduation de la réponse
La difficulté de gérer l'aide médicale urgente est la fréquence aléatoire des accidents (au sens large, affection soudaine et inattendue compris) : si l'on peut déterminer un taux d'activité moyen, il faut aussi faire face à des pics d'activité dus à des événements exceptionnels (catastrophe, accident de grande ampleur), à des événements saisonniers (accidents de voiture dus à l'alcool le samedi soir, épidémies de grippe et de bronchiolite en hiver, accidents de montagne durant les vacances) ou au hasard (plusieurs accidents simultanés).
On ne peut pas résoudre ce problème en se contentant d'augmenter les effectifs et le matériel. Outre un gaspillage d'argent, les périodes de sous-activité induisent une démotivation et une perte de compétence de la part des acteurs, et des problèmes de maintenance et de logistique pour le matériel. La réponse la plus couramment développée est la graduation des secours : proposer plusieurs niveaux de soins, adaptés à l'affection. Dans beaucoup de pays on confie cette tâche difficile à des opérateurs des services de police ou de secours qui répartissent les tâches selon des protocoles élémentaires.

## Régulation médicale
La régulation médicale est assurée par une structure disposant de moyens de communication, pour recevoir la demande d'aide et contacter les acteurs de la chaîne des secours, et dirigée par un médecin régulateur. En France, la régulation médicale est assurée par le samu. Cette structure détermine la réponse, non pas à la demande d'aide, mais au besoin, en orientant les patients vers les ressources médicosanitaires les plus adaptées.
On peut distinguer cinq niveaux de réponse à un appel :
- conseil médical par téléphone (pouvant inclure le conseil d'aller consulter un médecin de manière non-urgente) ;
- envoi d'un médecin de garde, ou d'un médecin urgentiste libéral, par exemple un adhérent à l'association SOS Médecins ;
- demander d'amener la personne aux urgences de l'hôpital le plus proche, ou si la personne ne peut s'y rendre, procéder à l'envoi d'une ambulance ;
- envoi d'un véhicule de prompt secours, une ambulance avec des secouristes-ambulanciers ;
- envoi de secours paramédicaux : une ambulance avec du personnel non-médecin, mais pouvant effectuer des gestes médicaux sur protocole (paramedics en Amérique du Nord, infirmier sapeur-pompier en France, projet PIT à l'étude en Belgique) ;
- envoi de secours médicaux : une ambulance avec un médecin urgentiste et un(e) infirmier(e) ; en France, il s'agit généralement d'une équipe de type SMUR.

Les réponses offertes varient selon les pays.
Cette assistance pré-hospitalière ne peut s'envisager que si le pays dispose déjà :
- d'une structure de soin permettant de gérer les affections non urgentes (médecins généralistes, dispensaires, hôpitaux) ;
- d'une structure d'accueil et de traitement des urgences (service d'urgence à l'hôpital) pouvant prendre en charge les victimes amenées par les ambulances et véhicules de prompt secours.

La formation du public aux premiers secours permet d'améliorer l'efficacité du système :
- en informant sur les risques, en apprenant à faire une protection, cela diminue le nombre d'accidents et leurs conséquences ;
- en apprenant à passer une alerte rapide et précise et à se conformer aux consignes téléphoniques, cela permet d'améliorer la régulation médicale ;
- en apprenant la détection d'une détresse médicale, les gestes de première urgence à faire en attendant les secours et les soins, cela améliore les chances de survie des victimes.

## Différentes doctrines:Stay and play,scoop and runouplay and run?
La structure du SAMU et du SMUR français est née à la fin des années 1960, avec la constatation suivante : les victimes d'accidents de voiture décédaient la plupart du temps pendant leur transport vers l'hôpital ; d'autre part, une étude de Schœmaker a montré en 1988 que la défaillance multi-viscérale, cause de mortalité tardive en cas de polytraumatisme, était principalement due à l'hypoxie des tissus qui s'installe avant une prise en charge médicale efficace. La victime nécessitait donc des soins sur place, il fallait la stabiliser avant de la transporter, et notamment en cas d'hémorragie, compenser la perte de sang par une perfusion pour rétablir une pression sanguine (tension artérielle) « normale ». Cette méthode est appelée par les Britanniques stay and play (littéralement « rester et jouer », dans le sens « agir sur place »).
Les États-Unis ont développé une approche différente. Ils ont remarqué que pour les traumatismes graves, les victimes décédaient dans les premières heures. Notamment, en cas d'hémorragie interne, seule une opération chirurgicale peut sauver la victime. Il fallait donc que la victime puisse être sur la table d'opération en moins d'une heure — c'est le concept de golden hour (heure d'or). Ils ont donc développé une structure basée sur des ambulances sans médecin, avec du personnel paramédical (EMT-P, emergency medical technician-paramedic) formé à des gestes médicaux, comme l'intubation trachéale, la pose d'une voie veineuse périphérique (perfusion), l'administration de certains médicaments (bronchodilatateurs, adrénaline), mais sans possibilité d'initiative si le cas sort des protocoles prévus. Ces paramedics évacuent la victime le plus rapidement possible vers un trauma center (centre hospitalier), la méthode est appelée scoop and run (charger et courir). En pratique cette politique héritée de la Guerre du Viêt Nam s'adapte mal à la prise en charge dans d'autres situations.
Les deux méthodes présentent des avantages et sont légitimes. Profitant de l'expérience de l'Amérique du Nord, la France a fait évoluer son système :
- profiter du temps incompressible (par exemple, désincarcération d'une victime piégée dans sa voiture) pour pratiquer les gestes médicaux, mais réduire les gestes avant l'évacuation afin de respecter l'heure d'or, c'est le play and run (agir et courir) ; notamment, s'attacher à avoir une pression sanguine minimale et non plus une pression « normale », compléter le remplissage vasculaire (perfusion) par des médicaments vasopresseurs et un pantalon antichoc ;
- la possibilité pour les non-médecins (et notamment les ambulanciers et les secouristes) d'utiliser un défibrillateur semi-automatique (DSA), qui équipe maintenant les ambulances privées de garde au profit du centre 15 et les VSAV des sapeurs-pompiers (de nombreuses associations de secourisme se sont, elles aussi, équipées à leurs frais de DSA).

« Si vous remplissez le patient, vous n’allez pas compenser l’hémorragie mais l’aggraver à cause d’un cercle vicieux qui se met en place entre hypothermie, hypovolémie et troubles de coagulation […]. Pour briser ce cercle vicieux, le protocole thérapeutique repose sur une hémostase externe des lésions qui saignent, en particulier celles des membres à l’aide de garrots techniques spéciaux dotés de tourniquets et de poudres hémostatiques.
Au lieu de rétablir une pression artérielle normale, on utilise une hypotension permissive […], tant que le patient reste conscient, on accepte une tension basse autour de 7 ou 8 qui n’augmente pas le saignement. On utilise aussi des vasoconstricteurs comme la noradrénaline pour éviter l’hémodilution. »

— Pr Pierre Carli, Attentats : le SAMU estime être intervenu dans « de véritables zones de guerre »

## Aide médicale urgente par pays

### Canada
Au Canada, il y a deux niveaux de réponse :
- premiers répondants : ils ont une action rapide, mais ne peuvent pas transporter ; ils effectuent les gestes de prompt secours et conditionnent la victime en attendant l'arrivée de l'ambulance. Les premiers répondants peuvent aussi, si formés au niveau PR3, administrer oxygène, glucagon, épinéphrine, et nitroglycérine.
- les techniciens ambulanciers (niveau 1) et paramédics (niveau 2) : ils peuvent effectuer des actes médicaux comme l'administration de médicaments sur protocole, et effectuent l'évacuation vers l'hôpital.

### Espagne
Pays devenu très décentralisé, chaque Région Autonome a son système dépendant de la Santé Publique locale et influencé par les changements de politique à chaque élection. Malgré tout c'est un système comparable au réseau des Samu Français sauf pour ce qui concerne les Pompiers et le Multilinguisme de certaines régions.

### États-Unis

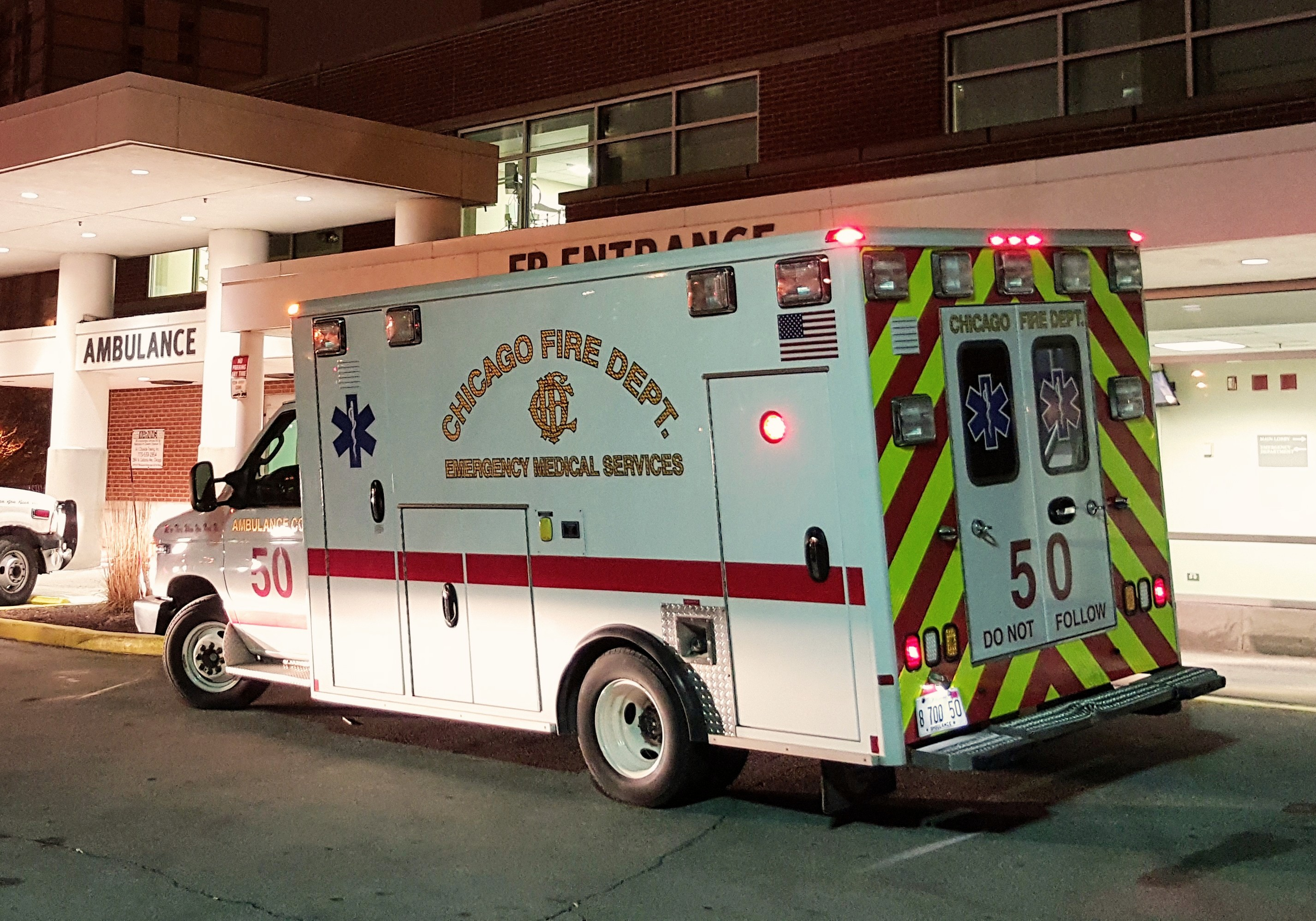
Une ambulance d'aide médicale urgente (EMS) du Chicago Fire Department.

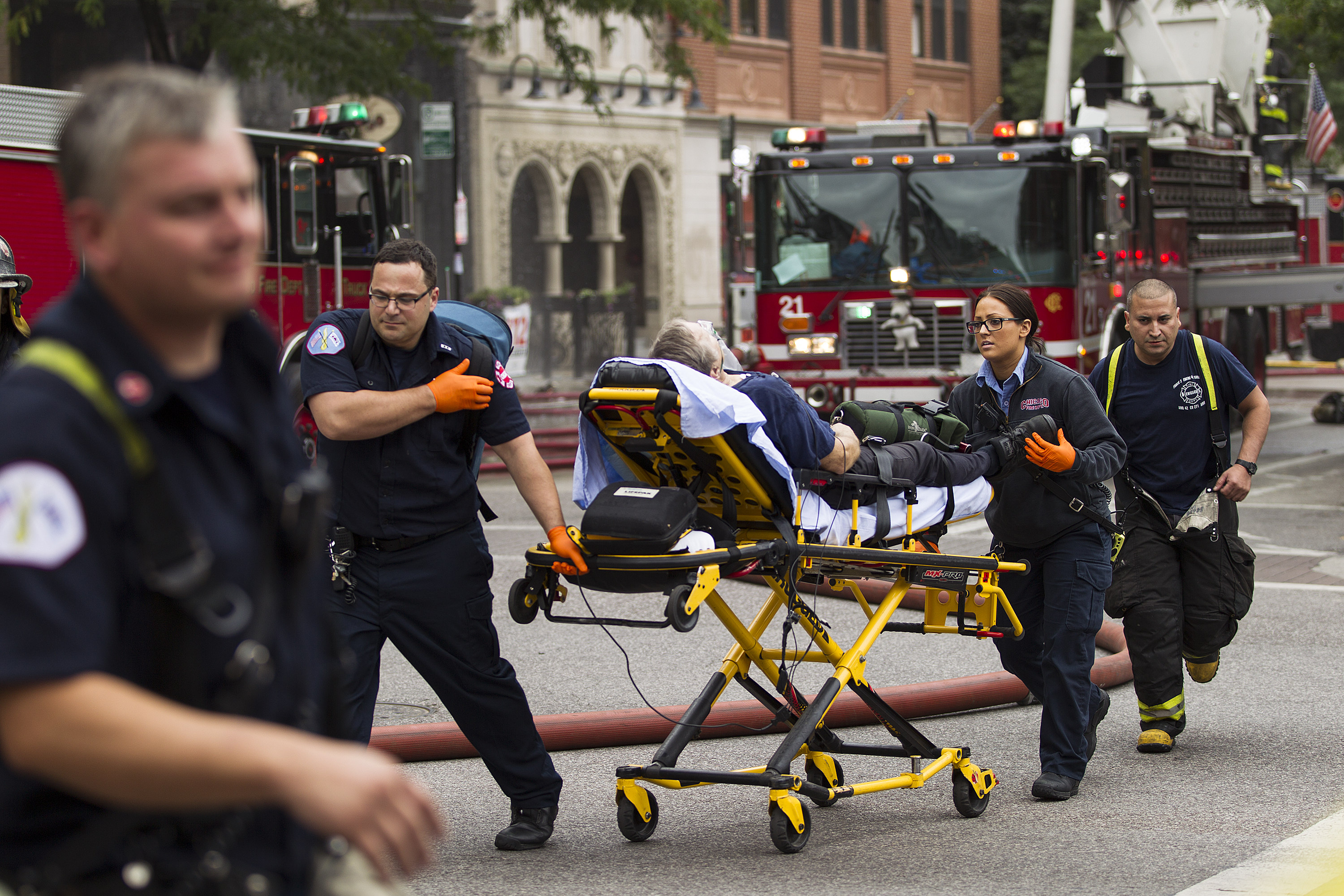
Urgentistes du Chicago Fire Department en intervention.

Aux États-Unis, l'aide médicale urgente est gérée par les Emergency medical services (EMS). Ils ne sont pas dépendants des autorités de santé publique et très peu médicalisés. Ils disposent de deux niveaux de soins pré-hospitaliers :
- Certified First Responders (CFR) : secouristes ;
- emergency medical technicians : personnel paramédical, pouvant effectuer des gestes médicaux sur protocole, avec trois niveaux :
  - Basic (EMT-B) ;
  - Intermediate (EMT-I) ;
  - paramedic (EMT-P).

Les médecins ne sortent quasiment jamais des services des urgences, hormis pour des amputations ou autres situations exceptionnelles. L'organisation consiste à transporter la victime le plus rapidement possible aux urgences.
Selon une enquête du journal USA Today, les villes ayant la meilleure organisation des secours sont celles qui ont adopté une organisation à deux niveaux :
- de nombreuses équipes d'intervention rapides peu formées (EMT-B) ;
- quelques équipes pouvant faire des soins avancés (EMT-P).

Les villes s'étant orientées vers du tout-paramédical (EMT-P) ont non seulement un système qui coûte plus cher (en salaires), mais qui est de plus moins efficace : d'une part les EMT-P partent sur toutes les interventions et donc voient peu de vraies urgences médicales, et d'autre part, le suivi des compétences et la mise à niveau devient ingérable en raison des effectifs. Finalement, bien qu'ayant des personnes initialement mieux formées, leurs compétences baissent et elles sont moins efficaces lors des vraies urgences médicales.

### France
En France, l'aide médicale urgente dépend du ministère de la Santé, et c'est un des systèmes intégrés des urgences (SIUM) le plus avancés, car il mutualise et régule toutes les ressources de soins urgents, du médecin généraliste aux services hospitaliers de soins intensifs. Les deux points les plus sophistiqués de ce système départemental sont des services médicalisés hospitaliers qui sont souvent confondus :
- le Samu : service d'aide médicale urgente, service chargé de réguler ce système depuis la réception de la demande d'aide médicale urgente (DAMU) à travers un numéro national (15) spécifique exclusivement médical, ou par l'intermédiaire des autres numéros d'appels généraux aux secours : 112, 18, 17, etc. Le médecin régulateur du Samu établit quel est le besoin d'aide médicale urgente (BAMU) et déclenche la réponse la plus adaptée au cas, choisit et fait admettre le patient dans le service hospitalier le plus adapté, pas forcément le plus proche ;
- le Smur : service mobile d'urgence et de réanimation, service également hospitalier qui possède une ou plusieurs unités mobiles hospitalières (UMH) dotées d'une équipe médicale intervenant sur les lieux ou assurant les transports de patients sous soins ou surveillance intensive (appelées internationalement UTIM : unités de thérapie intensive mobiles). Elles interviennent soit sur les lieux dans leurs missions préhospitalières soit dans la prise en charge des transports inter-hospitaliers nécessitant les soins ou la surveillance intensive.

Participent également à ce système intégré des urgences associations de médecins généralistes de pratique privée, type SOS Médecins, médecins généralistes, les services d'ambulances agréés et ambulanciers diplômés, les services de secours dépendant le ministère de l’Intérieur et des collectivités régionales, départementales et locales et éventuellement les Associations de secouristes bénévoles associatifs.

#### Historique du Samu et du Smur en France
Le premier service mobile d'urgence et réanimation fut créé à Paris en 1956 par le professeur Maurice Cara (hôpital Necker), pour le transport inter-hôpitaux de patients sous assistance respiratoire avec un médecin, à l'époque il y avait une seule UMH pour toute la France et le médecin de cette unité s'autorégulait. Le docteur Bourret créa la première unité mobile pour le secours aux accidentés de la route à Salon-de-Provence en 1957. Le premier décret sur l'organisation des secours aux victimes d'accidents de la route date du 3 août 1959. Les professeurs Cara, Lareng (Toulouse) et Serre (Montpellier) ont été les pionniers du système français et ont établi les bases universitaires, académiques et les normes législatives.

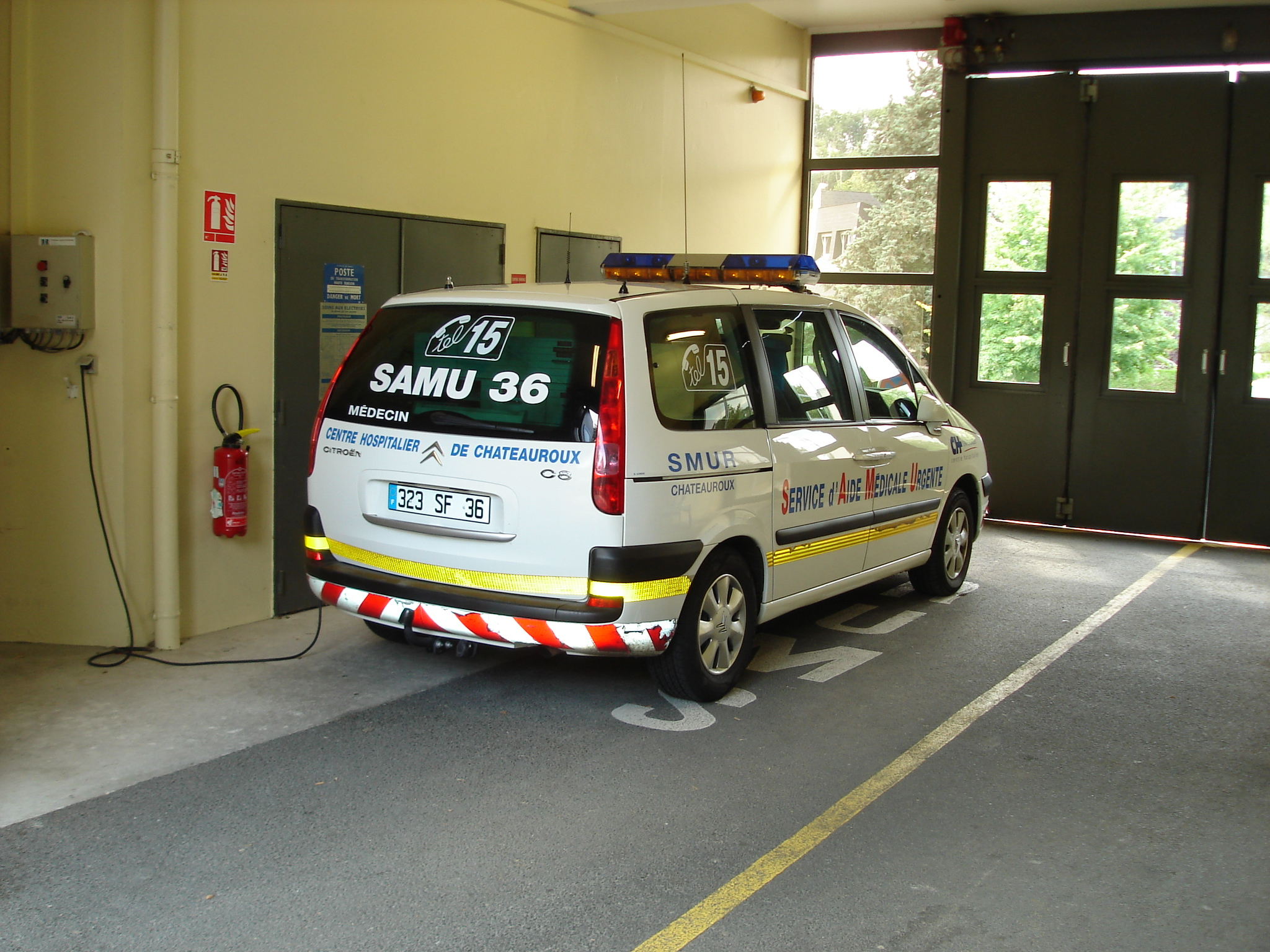
VL du SMUR 36 Le Blanc.

Cela conduisit en 1965 à la création des services d’urgence et des services de réanimation dans les hôpitaux d’une part, et des « services mobiles d’urgence et de réanimation » (Smur) d’autre part. Le premier « Service d’aide médicale urgente » (Samu), chargé de coordonner les efforts médicaux entre les équipes préhospitalières (Smur) et les services d’urgence hospitaliers, fut créé en 1968 à Toulouse par le professeur Louis Lareng. Mais il faudra attendre 1976 pour voir leur officialisation, avec la notion de réception centralisée des appels et la notion de régulation médicale ; le Samu ne recevait alors pas d’appel direct du public, mais régulait les UMH dans leurs transports inter hospitaliers.
La médicalisation des secours routiers fut seulement préconisée dans la circulaire du 22 juin 1978. C'est en 1979 (Simone Veil était alors ministre de la Santé) que furent créés les « centres de réception et de régulation des appels » (CRRA), dits aussi « centres 15 » d’après le numéro de téléphone national gratuit qui lui a été attribué, permettant la réception des appels du public avec écoute et conseil immédiat par un médecin, et la coopération entre les structures hospitalières et extra-hospitalières (circulaire du 6 février 1979). La coopération entre les services de secours aurait dû être renforcée depuis l’unification au plan européen du numéro d’appel gratuit d’urgence « unique », le 112, on attendait qu'il renforce la capacité à répondre dans toutes les langues européennes et c'est loin d'être le cas (même dans les pays voisins trilingues).

#### Moyens utilisés en France pour l'AMU préhospitalière
En France, tous les niveaux de réponse sont assurés. Les différents véhicules d'urgence pouvant être envoyés sont :
- une ambulance privée avec un équipage de deux personnes : un ambulancier diplômé et un auxiliaire ambulancier (généralement formé aux premiers secours ou détenteur du diplôme d'auxiliaire ambulancier) ;
- un véhicule de secours et d'assistance aux victimes (VSAV) des sapeurs-pompiers avec un équipage de trois secouristes ou un véhicule de premiers secours à personne (VPSP) associatif avec un équipage de trois ou quatre secouristes
- un véhicule infirmier des sapeurs-pompiers, une UMH infirmière d'un Smur, régulés par le Samu ;
- un véhicule infirmier associatif
- une unité mobile hospitalière médicalisée (UMH) d'un Smur terrestre ou aérien : UTIM ou véhicule léger transportant l'équipe.

#### Textes législatifs français
- Code de la santé publique, notamment les articles L6111-1, L6111-2, L6112-1, L6112-2, L6112-5, L6112-6, L6141-4, le livre 3 de la sixième partie de la nouvelle partie législative « Aide médicale urgente, permanence des soins, transports sanitaires et autres services de santé. », et dans la partie réglementaire-« décrets simples » les articles D 712-66 à D 712-74
- Loi no 86-11 du 6 janvier 1986 sur l'aide médicale urgente et les transports sanitaires
- Décret no 87-1005 du 16 décembre 1987 relatif aux missions et à l'organisation des unités participant au Service d'aide médicale urgente appelées S.A.M.U. (NOR : ASEP8701666D)
- L'obligation pour les opérateurs de télécommunication d'acheminer les appels au centre 15 relève de la décision no 2002-1179 du 19 décembre 2002 de l'Autorité de régulation des télécommunications, établissant la liste des numéros d'urgence devant être acheminés gratuitement par les opérateurs de télécommunications autorisés au titre des articles L. 33-1 et L. 34-1 du Code des postes et télécommunications NOR: ARTL0200744S (Journal officiel no 155 du 6 juillet 2003 p. 11520).
- Les Textes récents[Quand ?] du Ministère de la Santé Français marquent un énorme progrès vers un Système Intégré d'Urgence aussi en cas de Catastrophe Sanitaire véritable Protection Civile Sanitaire Moderne organisé comme la Défense avec une « Réserve »[non neutre].

### Luxembourg, Andorre et Monaco
Ces trois pays possèdent également un Système Intégré des Urgences Médicales et un Samu. Le Luxembourg a un Samu 112 qui n'est pas encore à l'hôpital, avec trois SMURs hospitaliers terrestres et héliportés. En fait, comme en France avant la naissance des Samu ou comme en Belgique aujourd'hui encore, la Régulation Médicale n'est pas formalisée et a priori. Les médecins « s'auto-régulent » depuis leurs Unités Mobiles Hospitalières et dans leurs Hôpitaux de base. Le déclenchement des interventions est donc fait soit par les opérateurs du 112 qui les requièrent, soit par les médecins hospitaliers du SMUR via le téléphone des urgences de l'hôpital.

### Royaume-Uni
Le UK NHS dépendant du Ministère de la Santé gère le Service Public des Ambulances dans tout le pays. Les métiers de ce Service viennent d'être définis et la création du Paramédical d'Ambulance (Paramedic Diplômé) présage vraisemblablement ce qui va se passer en Europe Continentale et qui a été amorcé dans d'autres pays en Europe. Même chose pour l'Opérateur/Permanencier Diplômé et l'Ambulancier Diplômé, etc. L'Angleterre et l'Écosse viennent de créer des UMH/SMUR/UTIM qui s'autorégulent avec l'aide de leur hôpital de base. C'est donc une Aide Médicale Urgente qui évolue vers celle du reste de l'Europe.

### Suisse
En Suisse romande, les interventions pré-hospitalières sont faites par des ambulanciers paramédicaux ayant une formation de un ou de trois ans soit 5600 heures d'études, intervenant par deux, parfois également des infirmiers. Elles sont régulées par les centrales 144 cantonales (Genève, Vaud, Valais, Fribourg, Jura), qui elles-mêmes font appel à des ambulanciers ou des infirmiers, sous la responsabilité d'un médecin pour réguler les appels a priori.
Lorsque cela est nécessaire une équipe médicalisée aéroportée (REGA / Air Glaciers / Air Zermatt) ou un SMUR est mobilisé. Les SMUR, rattachés aux hôpitaux en général sont présents dans les cantons de Fribourg, Genève, Neuchâtel, Valais, Vaud, Jura et au Tessin. Au Tessin et en Valais, des SMUR privés existent, rattachés à des services d'ambulance. La régulation des interventions a posteriori se fait par les équipes intervenantes en lien avec la centrale Urgences santé 144 cantonale.